# Ohrsignal
Ein Ohrsignal ist das am Trommelfell erscheinende akustische Signal, das auf seinem Weg vielfachen Änderungen unterworfen war. Überwiegend wird das Wort als „Ohrsignale“ im Plural benutzt; auch als HRTF = Head-related transfer function bzw. als kopfbezogene Übertragungsfunktion.
Bei einer seitlichen Auslenkung der Schallquellenrichtung unterscheiden sich die
Ohrsignale. Die interauralen Merkmale sind die Pegeldifferenzen (ILD: Interaural Level Difference) und die Laufzeitdifferenzen (ITD: Interaural Time Difference). In der Horizontalebene lokalisiert das Gehör auf der Basis von ITDs und ILDs.
Mit Hilfe eines Kunstkopfes werden die im Aufnahmeraum wirksamen Ohrsignale aufgenommen, die im Prinzip über Kopfhörer wiedergegeben werden müssen. Im Idealfall sind die reproduzierten Kunstkopfsignale mit den Ohrsignalen identisch, die der Hörer im Aufnahmeraum empfangen würde.
Der Ohrabstand als Luftlinie von Trommelfell zu Trommelfell ist etwa 14 cm. Dabei muss man sich den Kopf fortdenken, so als ob Schallwellen wie Röntgenstrahlen direkt durch den Kopf gehen könnten. Der wirksame Ohrabstand muss natürlich größer sein, wie man an der ILD feststellen kann.
Für den praktischen Einsatz gibt es für die binaurale Aufnahme- und Wiedergabetechnik gravierende Einschränkungen.
1. Die Reproduktion der Ohrsignale muss sehr genau erfolgen, Unterschiede des individuellen Außenohres zum Kunstkopfaußenohr verursachen bereits Beeinträchtigungen. Auch wirken Eingriffe wie Dynamikeinengung, Lautstärkeeinstellung, Störgeräusche bei der Wiedergabe nachteilig.
2. Die Reproduktion der Ohrsignale muss im Prinzip über Kopfhörer erfolgen. Sogenannte Transauralisationsverfahren, die für die Lautsprecherwiedergabe vorher eine inverse Filterung der Außenohrübertragungsfunktion durchführen, sind nicht genau genug schränken die Hörzone auf wenige Zentimeter ein.
3. Untersuchungen haben ergeben, dass die Ohrsignale sogar an momentane Kopfhaltung des Hörers angepasst werden müssen. Die dynamischen Signalmerkmale hatten bei Auswertung durch das Gehör eine bisher unterschätzte Deutung, insbesondere für die korrekte Lokalisation in der Medianebene.

Ohrsignale sind nicht mit Stereo-Lautsprechersignalen gleichzusetzen.
„Ohrsignale“, die im überlagerten Schallfeld der beiden Stereolautsprecher wiedergegeben werden, stimmen niemals mit den Ohrsignalen überein, die eine entsprechende Schallquelle am Ort der Phantomschallquelle erzeugen würde, unabhängig davon, ob ein XY-Intensitätsstereofonie-, AB-Laufzeitstereofonie-, ORTF-Stereosystem-, KFM-Mikrofon oder ein Kunstkopf für die Aufnahme eingesetzt wird. Die Ohrsignale sind weder hinsichtlich der Spektraldifferenzen noch im Zeitbereich, z. B. Autokorrelationsfunktion und interaurale Kreuzkorrelationsfunktion, mit einer entsprechenden gedachten Schallquelle vereinbar.